# Acalolepta subbicolor
Acalolepta subbicolor es una especie de escarabajo longicornio del género Acalolepta, tribu Monochamini, subfamilia Lamiinae. Fue descrita científicamente por Breuning en 1954.
Se distribuye por Indonesia. Mide aproximadamente 21 milímetros de longitud.